# Love, God and Murder
Love, God and Murder es una caja de discos recopilatorios del cantante country Johnny Cash lanzado en el año 2000. Esta caja incluye 3 discos temáticos con canciones relacionadas con el tema.

El primer disco se llama Love y trata de las canciones afectivas, especialmente relacionadas con su esposa June Carter Cash.

El segundo disco se llama God y trata sobre la parte espiritual del cantante, o sea todas las canciones de este disco son de estilo góspel.

El tercer disco se llamó Murder y trata del tema más recurrente en la carrera de Cash, puede que sea el favorito de el pero que recomienda que no salgan y lo hagan.

Cada álbum fue lanzado por separado pero el mismo día. En el 2004 se creó un cuarto disco titulado Life.

Pese a que los 3 álbumes eran recopilaciones de canciones de Cash, estos demuestran las intenciones de Cash de seguir haciendo álbumes conceptuales como Bitter Tears: Ballads of the American Indian de 1964, Sings the Ballads of the True West de 1965, America: A 200-Year Salute in Story and Song de 1972 y The Rambler de 1977.

Cada disco contiene las notas de algún famoso en Love están las de su esposa June Carter Cash, en el disco God están las del vocalista del grupo U2, Bono y en el disco  Murder están las del director Quentin Tarantino.

## Love

### Canciones
1. I Walk the Line – 2:46
(Cash)
2. Oh, What a Dream – 2:03
(Cash)
3. All Over Again – 2:07
(Cash)
4. Little at a Time – 1:57
(Cash y Terry)
5. My Old Faded Rose – 2:53
(Cash)
6. Happiness Is You – 2:57
(Cash)
7. Flesh and Blood – 2:40
(Cash)
8. I Tremble for You – 2:15
(Cash y DeWitt)
9. I Feel Better All Over – 2:04
(Rogers y Smith)
10. 'Cause I Love You – 1:47
(Cash)
11. Ballad of Barbara – 3:49
(Cash)
12. Ring of Fire – 2:39
(Cash y Kilgore)
13. My Shoes Keep Walking Back to You – 2:26
(Ross y Wills)
14. While I've Got It on My Mind – 2:21
(Cash)
15. I Still Miss Someone – 2:35
(Cash)
16. The One Rose (That's Left in My Heart) – 2:27
(Lyon y  McIntire)

### Personal
- Johnny Cash – Notas, Adaptación y Productor de la Compilación
- June Carter Cash – Notas
- John Jackson – Director de Proyecto
- Steven Berkowitz – Productor
- Chris Athens – Técnico
- Mark Wilder – Técnico
- Darcy Proper – Masterización
- Howard Fritzson – Dirección de arte
- Don Hunstein – Fotografía

## God
Otro de los álbumes de Cash que se enfoca en un lado más religioso. Este CD contiene principalmente canciones de los CD góspel que ha hecho a lo largo de su carrera como Hymns by Johnny Cash de 1959, Hymns from the Heart de 1962, Sings Precious Memories de 1975 y Believe in Him de 1986, también será fuente de inspiración para su disco My Mother's Hymn Book del 2004.

### Canciones
1. What on Earth Will You Do (For Heaven's Sake) – 2:09
(Cash)
2. My God is Real – 2:01
(Morris)
3. It Was Jesus – 2:06
(Cash)
4. Why Me Lord? – 2:22
(Kristofferson)
5. The Greatest Cowboy of Them All – 3:58
(Cash)
6. Redemption – 3:04
(Cash)
7. Great Speckled Bird – 2:11
(Carter y Smith)
8. The Old Account – 2:25
9. Swing Low, Sweet Chariot – 1:53
10. When He Comes – 3:33
(Cash)
11. The Kneeling Drunkard's Plea – 2:33
(Cash y Carter)
12. Were You There When They Crucified My Lord? – 3:54
13. Man in White – 5:33
(Cash)
14. Belshazzar – 2:26
(Cash)
15. Oh, Bury Me Not (Introduction: A Cowboy's Prayer) – 3:55
(Lomax, Rogers y Spencer)
16. Oh Come, Angel Band – 2:44
(Cash)

### Personal
- Johnny Cash – Notas, Adaptación y Productor de la Compilación
- Bono – Notas
- John Jackson – Director de Proyecto
- Steven Berkowitz – Productor
- Chris Athens – Técnico
- Mark Wilder – Técnico
- Darcy Proper – Masterización
- Howard Fritzson – Dirección de arte
- Don Hunstein – Fotografía

## Murder

### Canciones
1. Folsom Prison Blues – 2:52
(Cash)
2. Delia's Gone – 2:18
(Silbersdorf y Toops)
3. Mr. Garfield – 4:39
(Elliott)
4. Orleans Parish Prison – 2:30
(Feller)
5. When It's Springtime in Alaska (It's Forty Below) – 2:40
(Franks y Horton)
6. The Sound of Laughter – 2:38
(Howard)
7. Cocaine Blues – 2:50
(Arnall)
8. Hardin Wouldn't Run – 4:22
(Cash)
9. Long Black Veil – 3:07
(Dill y Wilkin)
10. Austin Prison – 2:10
(Cash)
11. Joe Bean – 3:09
(Freeman y Pober)
12. Going to Memphis – 4:22
(Cash, Dew y Lomax)
13. Don't Take Your Guns to Town – 3:05
(Cash)
14. Highway Patrolman – 5:22
(Springsteen)
15. Jacob Green – 3:06
(Cash)
16. The Wall – 2:10
(Howard)

### Personal
- Johnny Cash – Productor, Notas, Adaptación y Productor de la Compilación
- Quentin Tarantino – Notas
- John Jackson – Director de Proyecto
- Steven Berkowitz – Productor
- Chris Athens – Técnico
- Mark Wilder – Técnico
- Darcy Proper – Masterización
- Mike Cimicata – Mánager de compilación
- Howard Fritzson – Dirección de Arte
- Don Hunstein – Fotografía
- Patti Matheny – Desarrollo artístico
- Tim Smith – Desarrollo artístico

## Life
Como resultado del éxito de los 3 primeros CD, en el 2004 se decidió crear un cuarto titulado Life. El disco trata principalmente sobre los problemas sociales y económicos.

### Canciones
1. Suppertime – 2:51
(Stanphill)
2. Country Trash – 2:25
(Cash)
3. The Night Hank Williams Came to Town – 3:22
(Braddock y Williams)
4. Time Changes Everything – 1:51
(Duncan)
5. I Talk to Jesus Every Day – 2:04
(Tubb)
6. You're the Nearest Thing to Heaven – 2:40
(Atkins, Cash y Johnson)
7. I'm Ragged But I'm Right – 2:37
(Cash)
8. These Are My People – 2:38
(Cash)
9. Ballad of Ira Hayes – 4:09
(LaFarge)
10. Oney – 3:08
(Chestnut)
11. Man in Black – 2:53
(Cash)
12. I'm Alright Now – 2:41
(Hensley)
13. Ragged Old Flag – 3:08
(Cash)
14. I Wish I Was Crazy Again – 2:44
(McDill)
15. Where Did We Go Right – 2:58
(Loggins y Schlitz)
16. Wanted Man (en vivo) – 2:59
(Dylan)
17. I Can't Go on That Way – 2:33
(Cash)
Sacada de las canciones del CD The Rambler de 1976 que quedaron fuera de él
18. Lead Me Gently Home – 1:59
(Thompson)

### Personal
- Johnny Cash – Productor, Productor de la Compilación y Selección
- John Carter Cash – Productor Ejecutvo
- Lou Robin – Productor ejecutivo
- Steven Berkowitz – Productor
- Andy Manganello – Mixing
- Joseph M. Palmaccio – Masterización
- Geoffrey Rice – Asistente del Mezclador
- Triana DOrazio – Mánager de Compilación
- Howard Fritzson – Dirección de Arte
- David Gahr – Fotografía
- Don Hunstein – Portada del álbum